# Saint-Nicolas (fête)
Pour les articles homonymes, voir Saint-Nicolas.
La fête de la Saint-Nicolas est issue de la célébration religieuse du 6 décembre, telle que fixée par le calendrier liturgique de l'Église catholique. Prenant de l'ampleur et quittant le cadre strictement religieux au fil des temps, elle met en scène saint Nicolas, un personnage quasi-légendaire inspiré des évêques lyciens Nicolas de Myre et Nicolas de Sion, dont les traditions hagiographiques se confondent depuis le Xe siècle. Une légende, en particulier, racontait qu'il avait sauvé des orphelins d'une mort atroce.
Lors des célébrations dont le déroulement peut différer selon les régions, saint Nicolas récompense les bons comportements des enfants en les gratifiant de cadeaux ou de friandises, souvent assisté d'un compagnon à l'allure menaçante, qui est chargé de punir ceux qui n'ont pas été sages.
C'est une tradition vivace dans de nombreux pays d'Europe qui se déroule dans les jours précédant le 6 décembre, — ou le 19 décembre du calendrier julien pour les Églises orthodoxes qui suivent encore ce calendrier (russe, géorgienne, jérusalémite, serbe) et le mont Athos — jour de célébration du saint dans les églises chrétiennes.

## Origines
La Saint-Nicolas est une fête inspirée de l'évêque lycien du IIIe siècle, Nicolas de Myre, appelé aussi Nicolas de Bari, et d'un évêque actif dans la même région au VIe siècle, Nicolas de Sion, les traditions hagiographiques confondant les deux personnalités à partir du Xe siècle.
Certains historien rapprochent la légende du dieu Odin — également orthographié Wodan — du personnage de saint Nicolas,. Odin chevauche un cheval blanc Sleipnir, vole dans les airs et est le chef de la chasse fantastique.  Au cours de la christianisation, le pape Grégoire Ier a fait valoir que les conversions étaient plus faciles si les gens étaient autorisés à conserver les formes extérieures de leurs traditions tout en affirmant que les traditions étaient en l'honneur du Dieu chrétien. La tradition de saint Nicolas est l'une d'elles, en convertissant Odin à un homologue chrétien.
La tradition explique que, dès le Xe siècle, une relique (une phalange du saint) fut transférée depuis Bari vers le duché de Lorraine, et il fut édifié au Sud de Nancy une grande basilique dédiée au saint, à Saint-Nicolas-de-Port. Vénéré et très souvent invoqué, il deviendra très rapidement le saint patron de la Lorraine. Port étant une cité réputée pour ses foires et marchés, le culte de saint Nicolas se répandit très rapidement au-delà des frontières du duché de Lorraine et, notamment, outre-Rhin où la tradition demeure également très vive.

### Légende

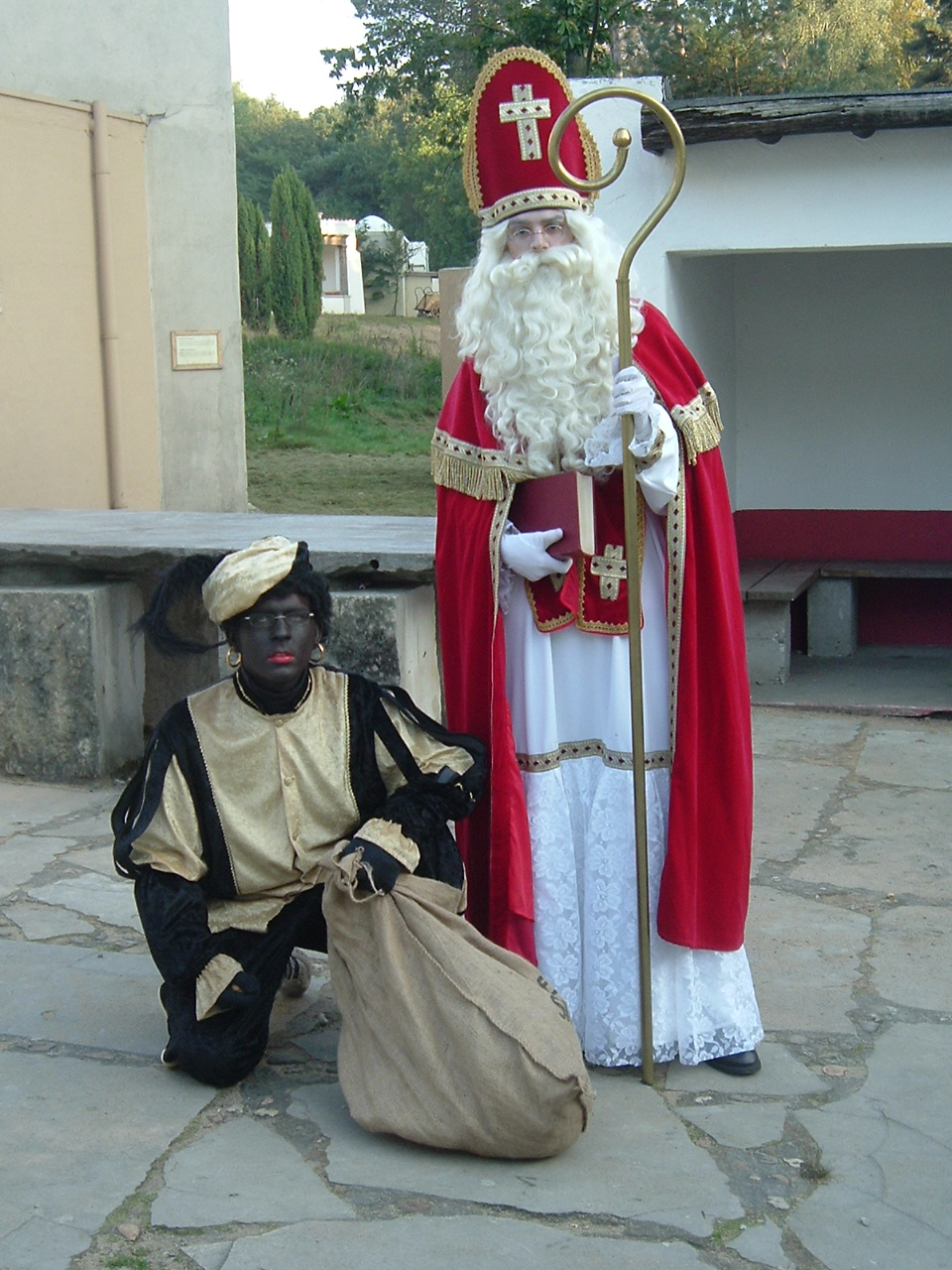
Saint Nicolas et Zwarte Piet aux Pays-Bas. À la différence de la majorité des régions françaises, et notamment des traditions alsaciennes, le père Fouettard néerlandais est traditionnellement grimé en noir.

Vers le XIe siècle apparaît une légende qui semble forgée sur la combinaison d'un « malentendu littéraire », transformant « trois innocents » protégés par le saint en « trois enfants », et d'un « malentendu iconographique », dans lequel ces trois innocents incarcérés deviennent trois enfants dans un cuveau,. Ces deux malentendus constituent le terreau d'une légende qui se développe particulièrement dans les régions franco-allemandes.
La légende veut ainsi que, l'hiver approchant, trois enfants, partis glaner dans les champs, se perdent sur le chemin du retour ; attirés par la lumière filtrant des fenêtres d'une maison, ils s'approchent et frappent à la porte. L'homme qui leur ouvre, Pierre Lenoir (Peter Schwartz dans la culture germanique), boucher de son état, accepte de leur donner l'hospitalité pour la nuit. En fait, sitôt les enfants entrés, il les tue, puis, à l'aide d’un grand couteau, les coupe en petits morceaux, pour finalement les mettre dans son saloir (un grand baquet empli de sel), afin d'en faire du petit salé.
Saint Nicolas, chevauchant son âne, passe par là et frappe à son tour à la porte du boucher. L'homme, n'osant pas rejeter un évêque, le convie à dîner. Son invité lui demandant du petit salé, le boucher comprend qu'il est découvert et, pris au piège, avoue tout. Le saint homme étend alors trois doigts au-dessus du tonneau de petit salé, reconstituant et ressuscitant ainsi les trois enfants.
Saint Nicolas enchaîne ensuite le boucher à son âne et le garde auprès de lui pour le punir. Celui-ci devient le père Fouettard, être mauvais, dont le rôle est de réprimander les enfants désobéissants et les cancres, fort de son caractère violent et irascible. Toujours vêtu de noir, caché sous une cagoule et une épaisse barbe noire, il incarne tout l'opposé de saint Nicolas, en somme, qui arbore une belle barbe blanche, des vêtements colorés d'évêque (mauve et blanc, avec une crosse, dorée à l'origine, puis rouge et blanche, ce qui le rapproche du Père Noël actuel (Saint Nikolaus devint Santa Klaus)), et donne toujours l'image d'une personne bienveillante.

## Fête
Au XXIe siècle, la Saint-Nicolas est toujours fêtée dans un grand nombre de pays d'Europe, parmi lesquels : la France, l'Allemagne, la Suisse, le Luxembourg, la Belgique, les Pays-Bas, la Russie, la Pologne, la Croatie, l'Autriche… Dans la nuit du 5 au 6 décembre, le saint passe dans les maisons pour apporter aux enfants sages des friandises : fruits secs, pommes, gâteaux, bonbons, chocolats et de grands pains d'épices. Dans la Flandre française, le Hainaut français, le Boulonnais, l’Artois, la Lorraine, la Belgique et la ville suisse de Fribourg, dont il est le saint Patron, saint Nicolas défile dans les rues le 6 décembre.

### Personnages associés
Saint Nicolas est accompagné de différents personnages selon les régions ou les pays, chargé de menacer ou de distribuer des coups de trique aux enfants qui n'ont pas été sages ou de les emporter dans leur sac et qui donne, parfois, du charbon, des pommes de terre et des oignons ou quiche.
- Dans les folklores des pays de l'ancien empire austro-hongrois, saint Nicolas est souvent associé au Krampus.
- Dans le folklore alsacien et lorrain germanophone, son acolyte se nomme Hans Trapp, Rubelz, etc.
- En Allemagne, saint Nicolas peut être accompagné de Ruprecht ou Serviteur Ruprecht (Père Fouettard) et Houseker (variante orthographique : Housécker) au Luxembourg.
- En Suisse, saint Nicolas est entouré de ses pères Fouettard, appelés Schmutzli, en suisse allemand.
- Dans le Sud-Ouest de l'Allemagne, il est accompagné de Belsnickel.
- En Pologne, Ryszard Pospiech est l'acolyte de saint Nicolas.

### Fête des vieux garçons
À l’instar de la fête de la Sainte-Catherine pour les vieilles filles, la Saint-Nicolas est la fête des vieux garçons. Saint Nicolas est « le patron vigilant des vieux garçons ».

## Traditions locales

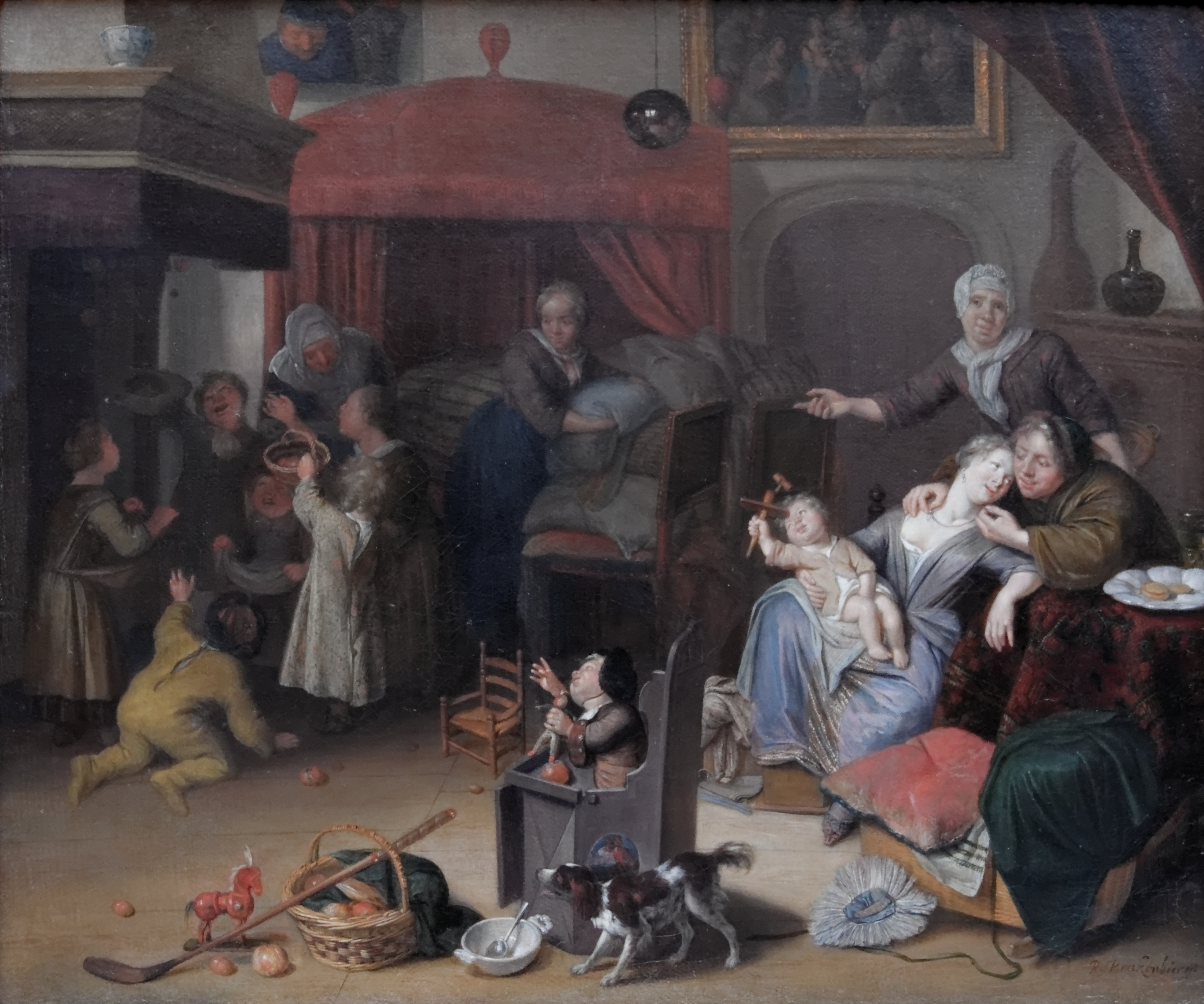
La Fête de saint Nicolas par Richard Brakenburgh en 1700.

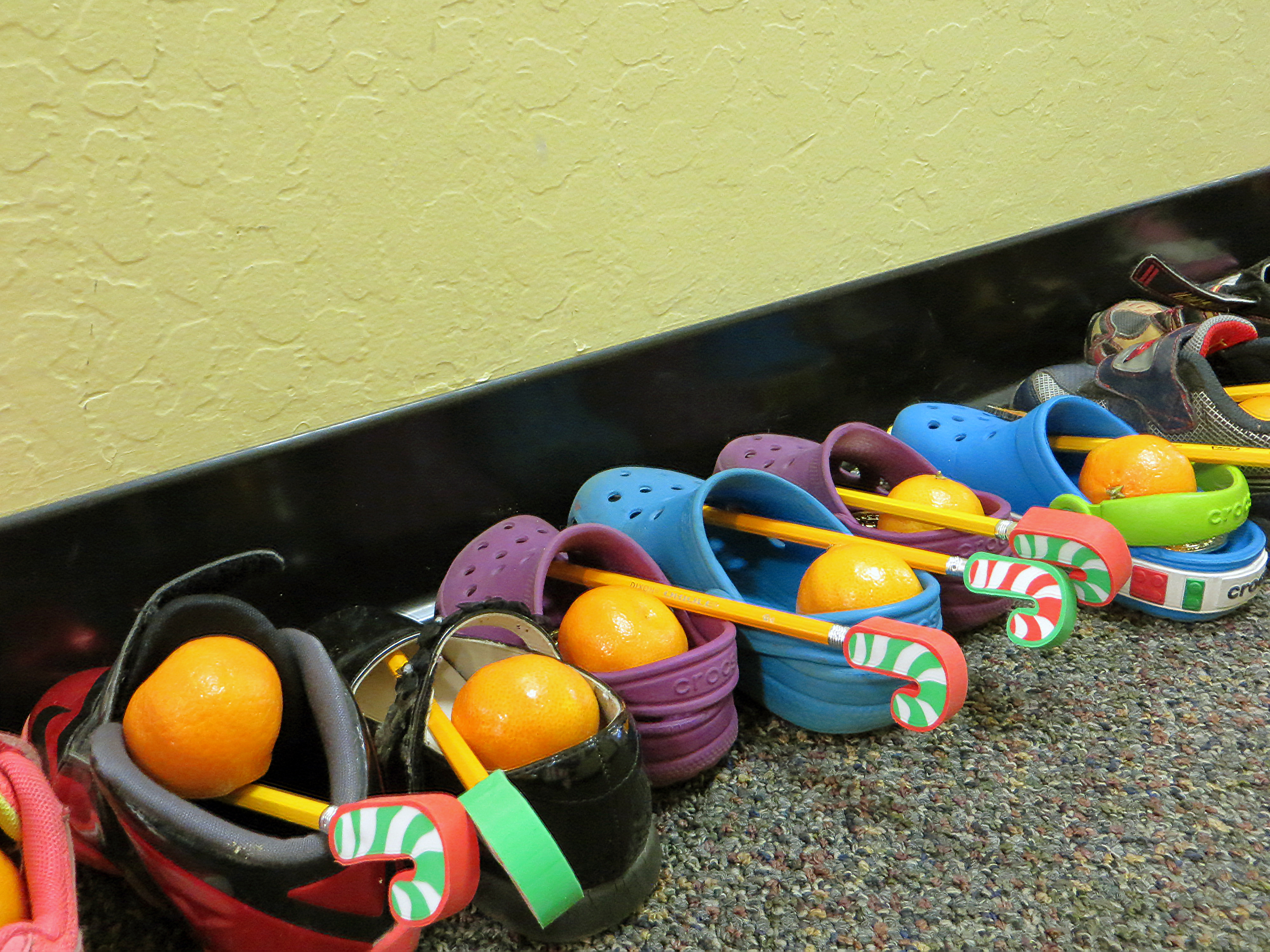
Le jour de la Saint-Nicolas dans une école maternelle aux États-Unis. Décembre 2013.

### Allemagne
La Saint-Nicolas est célébrée en Allemagne depuis le Xe siècle. Nikolaus, accompagné par le Knecht Ruprecht (Ruprecht, Robert le valet), descend du ciel dans une luge chargée de petites gourmandises et de cadeaux. Saint Nicolas et l'Avent, en Allemagne et en Autriche, sont au moins aussi populaires que le Père Noël. Le soir du 5 décembre, les enfants placent leurs chaussures nettoyées dans un endroit particulier. Le matin du 6 décembre, ils vont très vite voir s'il y a des cadeaux et des friandises dans leurs chaussures.
Dans la région de Hanovre et en Westphalie, on l'appelle aussi Klas ou Bullerklas ; c'est à lui que les enfants adressent leurs prières.

### Autriche

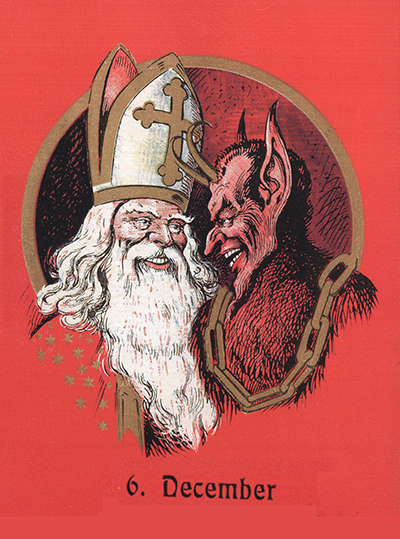
Saint Nicolas et le Krampus (Autriche, début 1900).

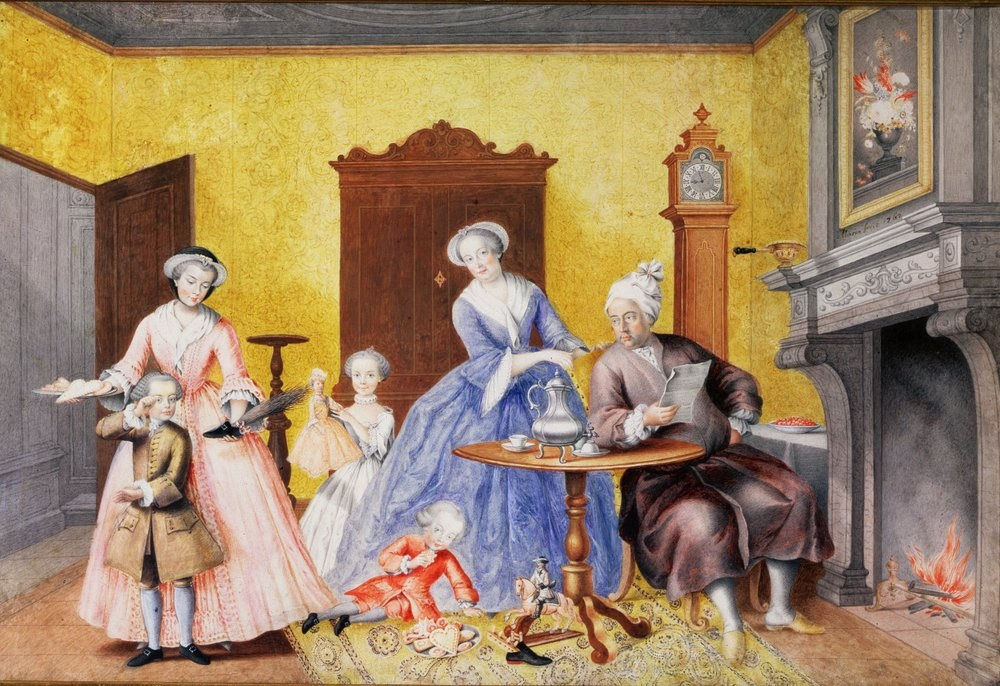
La Famille impériale d’Autriche fêtant la Saint-Nicolas (vers 1760).

Saint Nicolas défile le soir du 5 décembre dans les rues accompagné de personnages tout droit sortis de l'enfer, les Krampus. Saint Nicolas, que l'on nomme Nikolo ou Niglo dans l'est de l'Autriche et Santaklos ou Klos dans le Tyrol et le Vorarlberg, questionne les enfants pour savoir s’ils connaissent leur catéchisme et leurs prières. Si les enfants répondent correctement à ses questions, le grand saint leur distribue des noix, des pommes, des oranges et des cadeaux.
Les Krampus qui l'entourent font peur à la foule. Portant un masque de diable cornu et de grosses fourrures, ils agitent des chaînes, poursuivent les gens avec des bâtons. Gare aux enfants qui ne répondraient pas bien aux questions de saint Nicolas ; les mauvais diables essayent alors de les emmener en Enfer dans leur Buckelkraxen : leur hotte !
Dans certaines parties de l'Autriche comme la Haute Styrie et dans la vallée de l'Enns, saint Nicolas est aussi accompagné de Schab. Les Schabs sont des personnages rembourrés de paille avec de longues antennes sur la tête, des grelots et un fouet. Ils accomplissent les Nikolospiele ou « jeux de saint Nicolas ». Précédant saint Nicolas, ils battent une mesure à six temps et marchent à pas lent en faisant claquer leur fouet pour chasser les démons de l'hiver selon la légende.

### Belgique

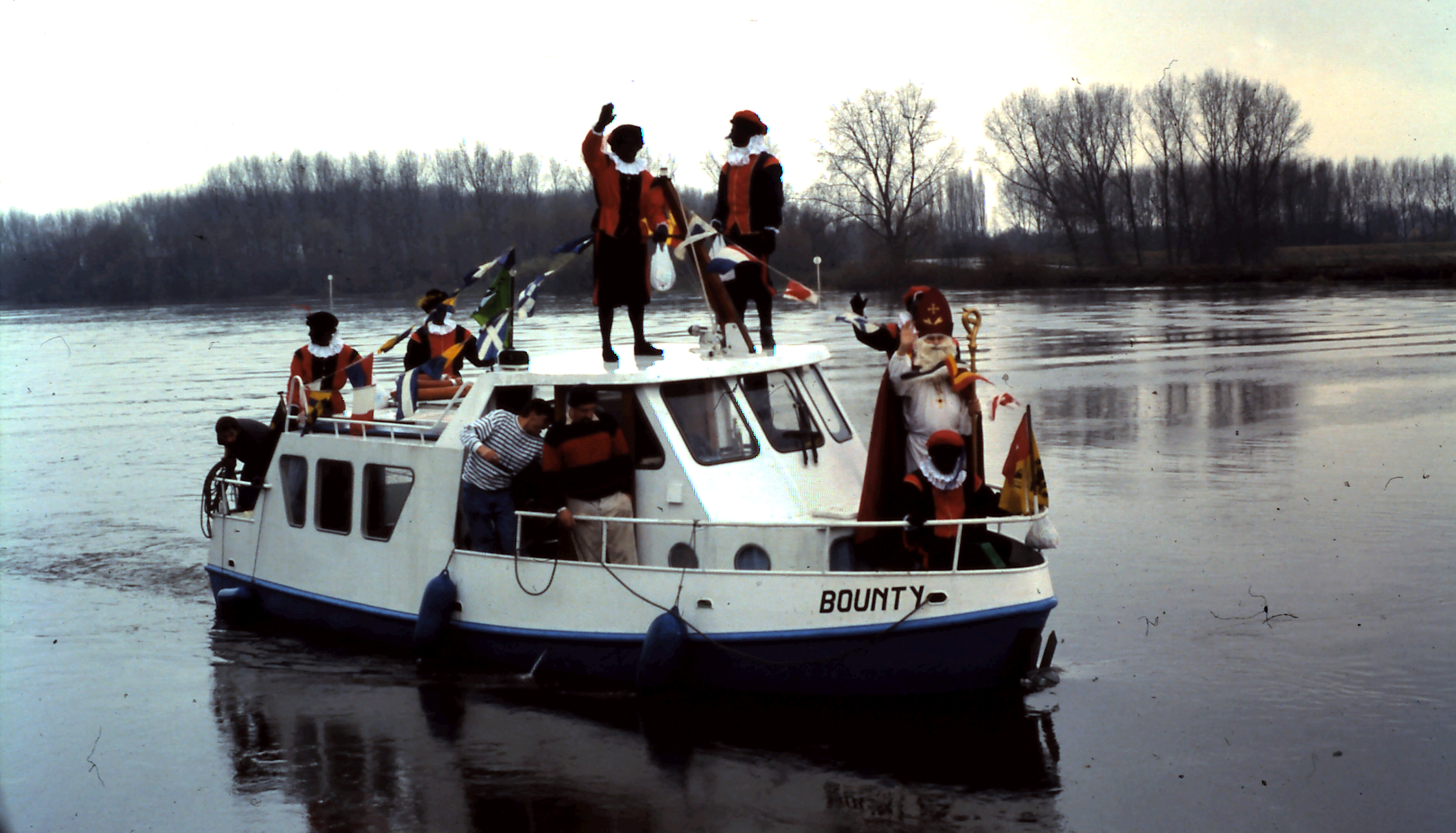
Arrivée locale de Sinterklaas à Rumst.

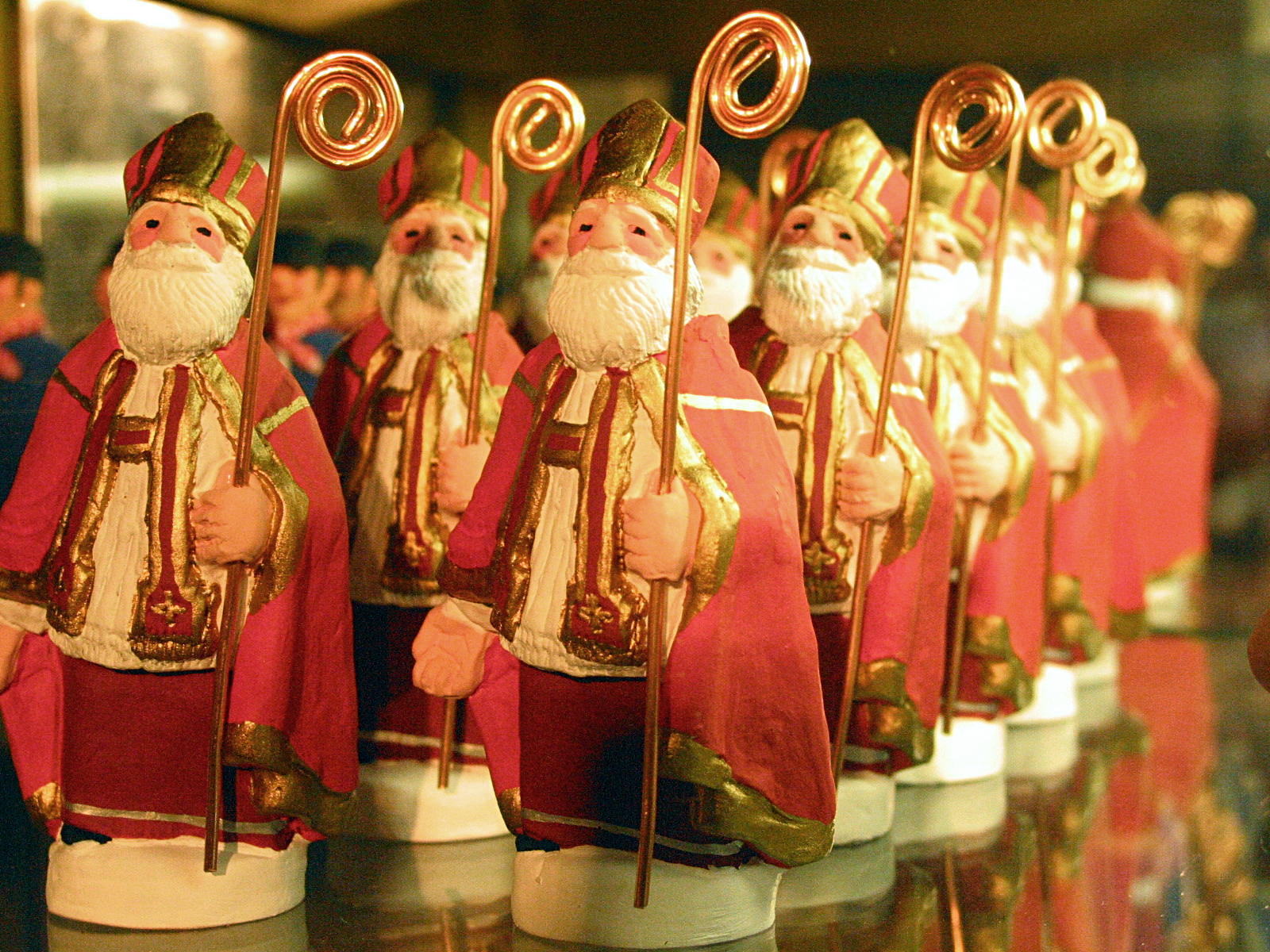
Santons wallons représentant saint Nicolas.

Chez les néerlandophones, saint Nicolas est appelé Sinterklaas et, comme aux Pays-Bas, il débarque d'un bateau venu d'Espagne monté sur un cheval blanc. Chez les francophones, il se déplace avec un âne. Il est accompagné d'un Père Fouettard, aussi appelé « Hanscrouf » ou « Zwarte Piet ». Parfois, il y a deux « Pères Fouettard ».
Au nord comme au sud du pays, il vient la nuit du 5 au 6 décembre pour déposer cadeaux et friandises – notamment des figurines en chocolat, des nic-nacs ou des spéculoos à son effigie – dans les souliers des enfants sages. Il est de tradition de laisser un bol d'eau ou de lait et une carotte devant la cheminée de la cuisine ou du salon pour l'âne, et un verre d'alcool (peket en région liégeoise) pour le saint. Il est de tradition de manger des cougnous lors de la Saint-Nicolas.
Saint Nicolas passe, début décembre, dans les écoles ou dans les centres publics pour demander aux enfants quels cadeaux ils désirent, pour voir s'ils ont été sages pendant l'année, et pour leur donner des friandises. Les enfants sont souvent invités à rédiger une lettre qu'ils adressent au « grand saint ». Un service de la poste belge répond gratuitement aux enfants qui lui envoient une lettre à l'adresse Rue du Paradis no 1, 0612 CIEL.
Plusieurs semaines avant l'arrivée du grand saint, les écoliers se doivent de déposer une paire de chaussures chaque soir devant la porte de leur chambre. Ceux qui ont été sages découvrent chaque matin une friandise typique différente chaque jour : massepain, chocolat, clémentine, guimauve, etc.
La Saint-Nicolas en Belgique est également une tradition estudiantine qui veut que l'on dépose une assiette ou une paire de chaussures la veille devant sa porte et que chaque cokoteur (locataire de chambre d'étudiant, cothurne) y dépose discrètement des friandises. À Mons, à Bruxelles, à Liège et à Namur, il existe aussi la Saint-Nicolas des étudiants : un cortège défile dans la ville avec des chars et les étudiants collectent des piécettes auprès des passants ainsi que devant les écoles secondaires pour s'offrir des bières lors de la guindaille qui clôt la journée.
Dans certaines universités et établissements d'enseignement supérieur, un étudiant (souvent faisant partie du comité estudiantin) se déguisait en saint Nicolas et passait d'auditoire en auditoire pour fêter saint Nicolas avec tous les étudiants présents au cours ce jour-là.

### France
Saint-Nicolas est particulièrement fêté dans le nord et l'est de la France, de manière généralisée en Lorraine, Alsace, Ardennes, Hauts-de-France et dans l'extrême nord de la Franche-Comté (autour de Belfort et Montbéliard), et de manière plus diffuse dans le reste du pays.
Lors de sa « tournée », saint Nicolas distribue traditionnellement une orange et du pain d'épices ou brioche à son effigie, et de façon plus occasionnelle et moderne, des pots pour bébé ou des gâteaux gras. Le Père Fouettard (ou le Boucher), vêtu de noir et porteur d'un grand fagot, parfois le visage barbouillé de suie, l'accompagne, et distribue une trique (une branche de son fagot) aux enfants qui n'ont pas été sages et menace de les frapper. Saint Nicolas est censé voyager sur un âne ; aussi les enfants doivent-ils, le soir, préparer de la nourriture (foin, paille, carotte ou grain) pour l'animal. Au matin, ils trouvent les friandises (ou la trique) à la place de ce qu'ils ont préparé pour l'âne.

#### Lorraine

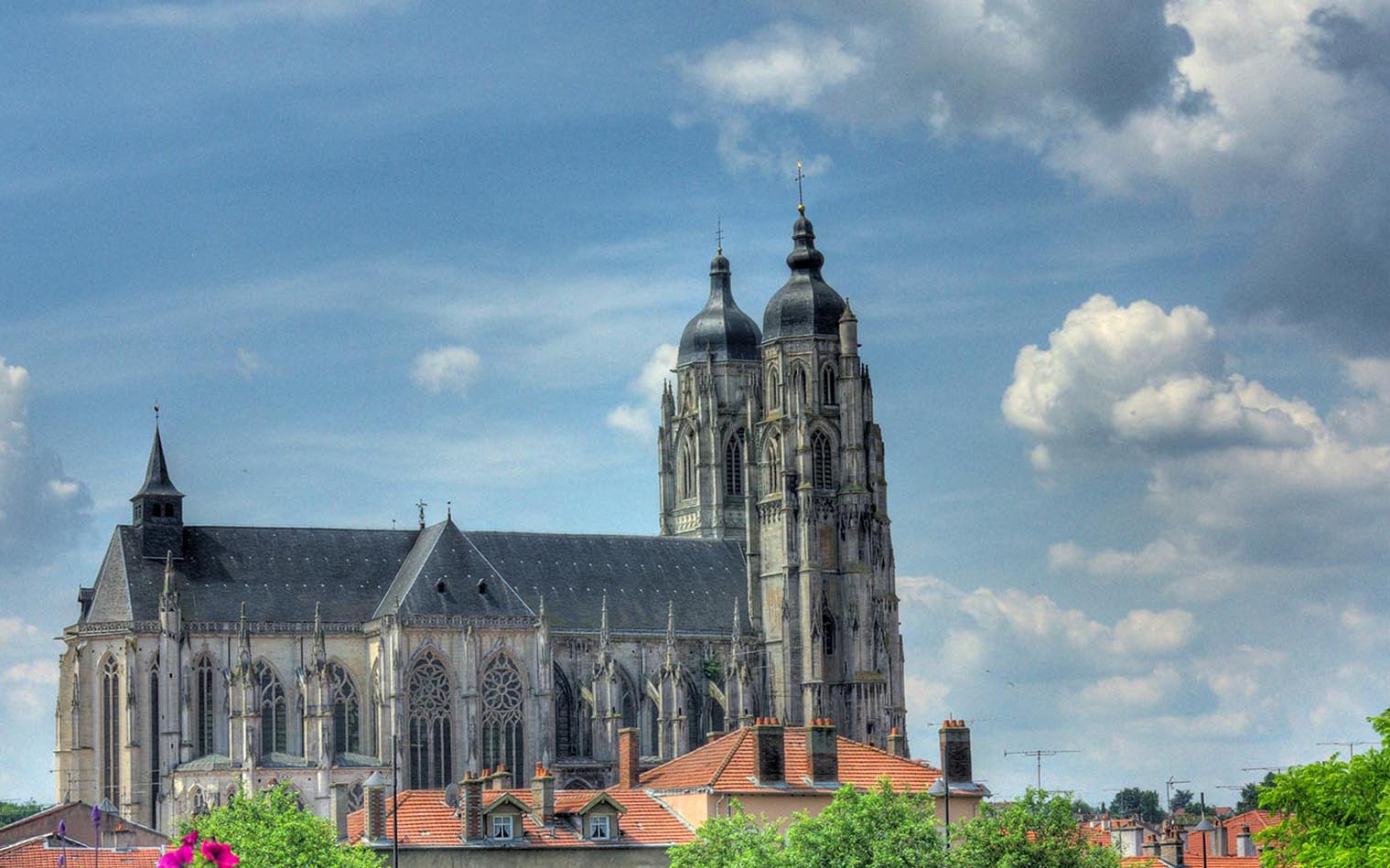
Basilique de Saint-Nicolas-de-Port (Lorraine).

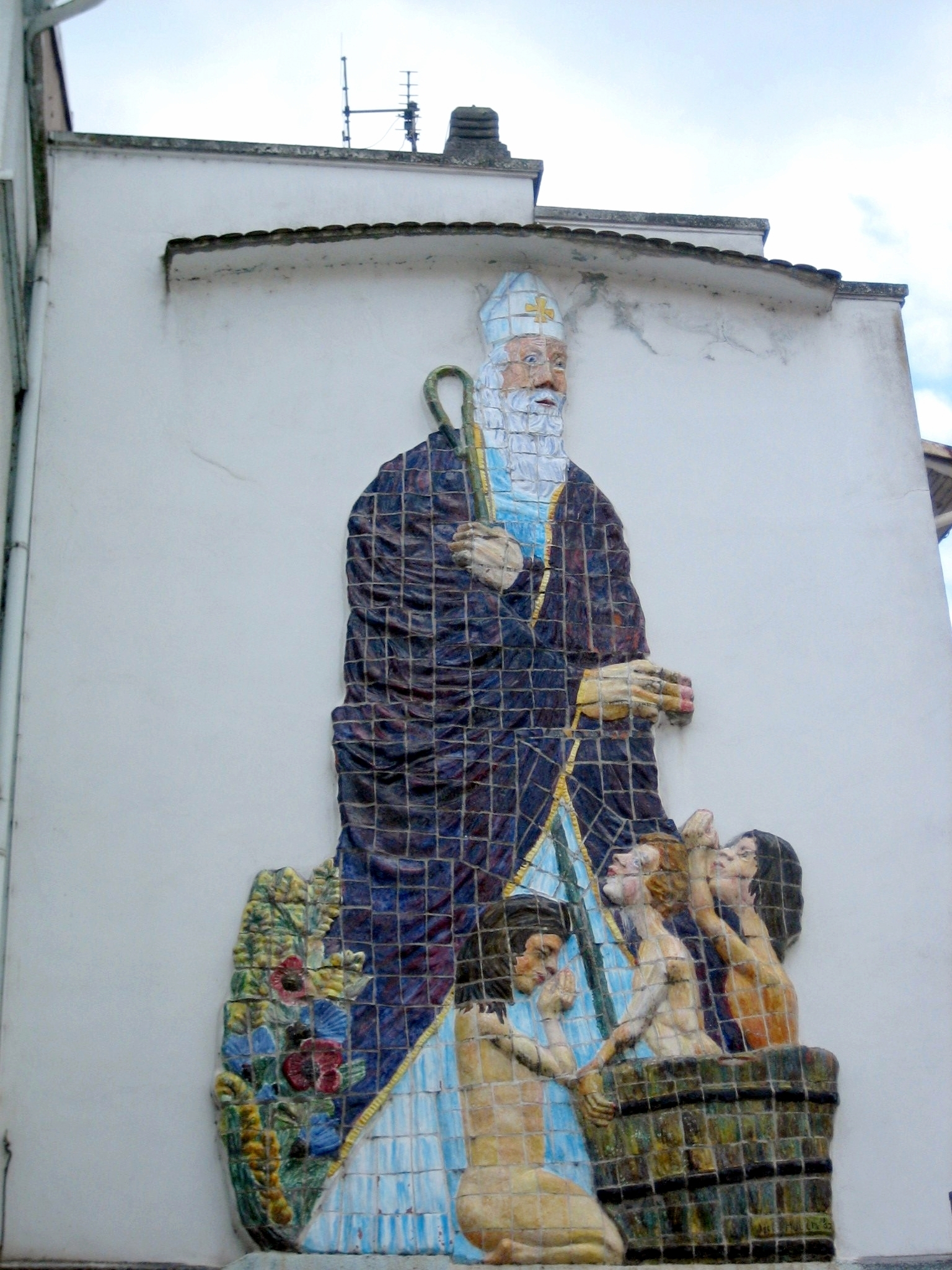
Mosaïque de saint Nicolas rue François Blaudez, face à la basilique Saint-Maurice d'Épinal. Œuvre de Jean Hutin, artiste vosgien, sculpteur et peintre.

En Lorraine, la fête a une importance particulière, puisque saint Nicolas est le patron de la région depuis 1477. En effet, alors que la Lorraine était occupée par la Bourgogne, le duc René II demanda la victoire à saint Nicolas. À la suite de la victoire de la bataille de Nancy, saint Nicolas deviendra patron de la Lorraine et des Lorrains.
Jusque vers les années 1960, la Saint-Nicolas était pour les enfants une fête bien plus importante que la fête de Noël. De nos jours, dans certaines familles lorraines, la tradition des cadeaux se fait à la Saint-Nicolas et non à Noël, voire parfois aux deux fêtes. Dans toutes les villes, et notamment à Metz, Nancy, Épinal, Remiremont, Saint-Dié, Bar-le-Duc, Verdun, le défilé de saint Nicolas est devenu une tradition au fil du temps, le premier samedi ou le premier dimanche de décembre. Parfois monté sur un âne, il est suivi du sombre père Fouettard.
Il passe de porte en porte, dans les villages, accompagné de sa bourrique,,, afin de rendre visite aux enfants. C'est souvent l'occasion, même dans les communes les plus modestes, d'organiser quelques festivités pour les enfants du village. Nicolas et son acolyte le père Fouettard visitent également les écoles de Lorraine, distribuant quelques friandises aux écoliers. En Lorraine germanophone, où on l'appelle Nikloos ou Nigloos, le saint visite les maisons le 5 décembre au soir ; il est souvent accompagné de son âne et, malheureusement, parfois, de son alter ego maléfique, Rubbelz (Robert à la fourrure), personnage à la barbe noire, le visage caché sous une capuche sombre, traînant une chaîne au cliquetis sinistre. Les enfants peu méritants ne trouvent alors dans l'assiette qu'ils ont posée près d'une porte qu'un présent bien décevant ; une Ruud, une verge ou un Risser-bääse, un petit balai de sorcière. Saint Nicolas distribue plutôt des friandises, alors qu'à Noël, Chréschtkéndschen/Chréschkinnche (littéralement « le petit enfant Jésus »), représenté jusque dans les années 1950 sous les traits d'une jeune fille vêtue d'une longue robe blanche et coiffée d'un chapeau de paille recouvert d'un voile, distribue les cadeaux.
Dans beaucoup d'écoles lorraines, saint Nicolas et le Père Fouettard passent visiter les jeunes enfants le 6 décembre et donnent parfois des friandises à ces derniers.

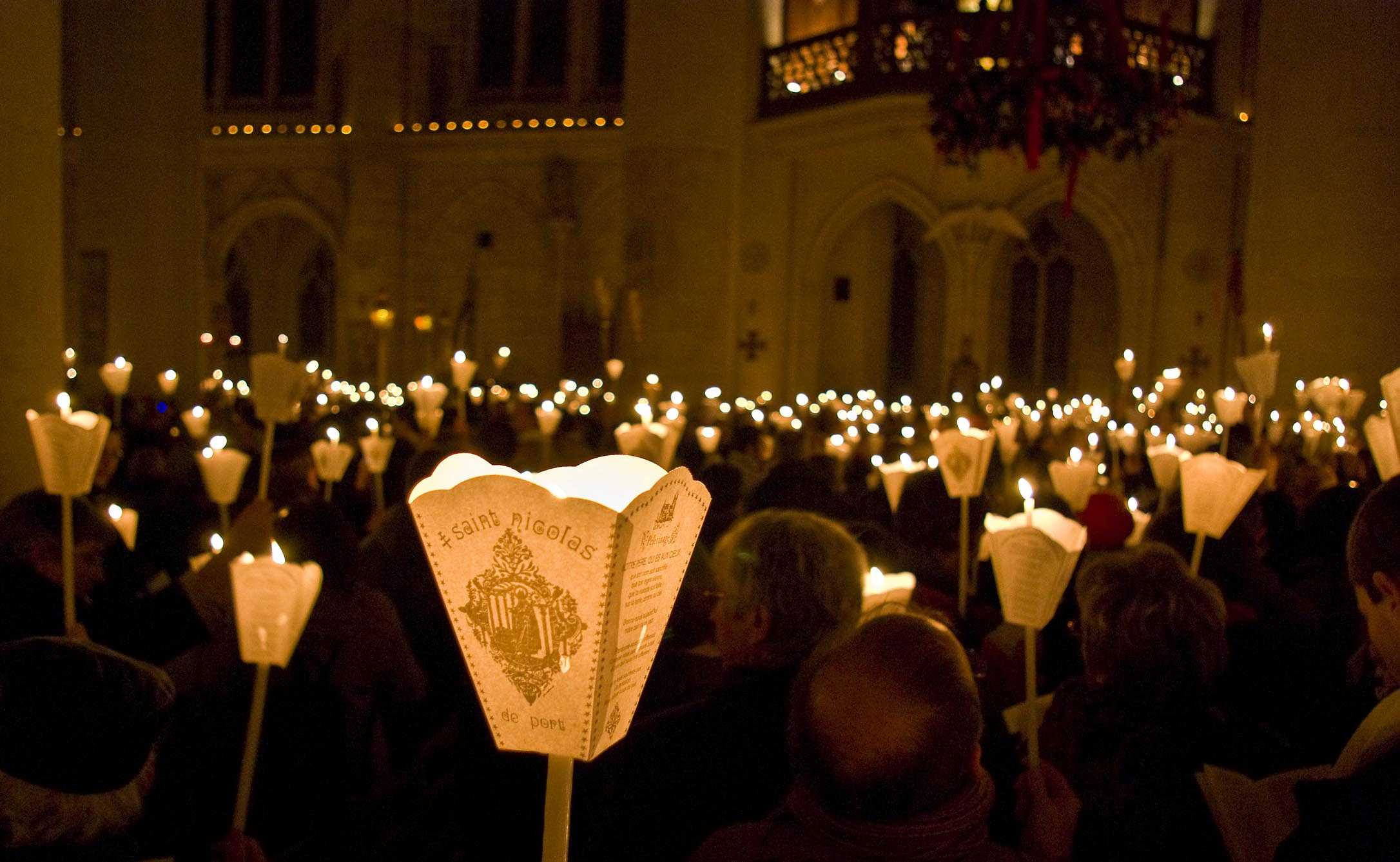
La procession annuelle de la Saint-Nicolas en la basilique de Saint-Nicolas-de-Port (2009).

Dans nombre de villes où il est fêté, un défilé est organisé chaque année dans les rues. À Nancy, les fêtes de Saint-Nicolas sont principalement étalées sur deux semaines avec des animations dans toute la ville comme des courses, des spectacles de rue, un marché fermier ou encore « le village de la marmaille » destiné aux enfants. Le point d'orgue de ces fêtes se situe traditionnellement le premier week-end de décembre, avec un feu d'artifice grandiose le vendredi soir tiré à proximité de l'arc Héré et réunissant environ 30 000 personnes, d'après la ville, sur les places Stanislas et de la Carrière, et un défilé de chars auquel assistent environ 150 000 personnes, d'après la ville, qui se termine sur la place Stanislas, le maire au balcon de l’hôtel de ville remet alors à saint Nicolas les clefs de la ville pour la protéger. Le marché de Noël de Nancy est aussi officiellement appelé marché de Saint-Nicolas.
À Metz, les fêtes de Saint-Nicolas sont aussi organisées le premier week-end de décembre. De nombreuses festivités ont lieu comme le défilé du Saint-Nicolas, des spectacles et aussi un feu d'artifice. Le parcours du défilé change chaque année, mais il y a un point de passage incontournable qui est la place d'Armes, au pied de la cathédrale.
À Saint-Nicolas-de-Port, où une relique - os de son doigt - est conservée, saint Nicolas est installé sur un char et défile dans les rues de la ville. Une grande procession de cierges part de la basilique, dite « procession du Sire de Réchicourt » qui, emprisonné en Terre Sainte, s'est retrouvé transporté dans la ville après avoir prié le saint. Le Père Fouettard, le boucher et les trois petits enfants sont également présents.

##### À Nancy
Les fêtes de Saint-Nicolas à Nancy sont inscrites à l'inventaire du patrimoine culturel immatériel en France en 2018.
Les villes de Nancy et de Saint-Nicolas-de-Port ont déposé la marque « Saint Nicolas ». Ceci afin d'empêcher la commercialisation des marchés et autres animations liées à la fête du saint patron des écoliers. Ce dépôt ne concerne que la France.

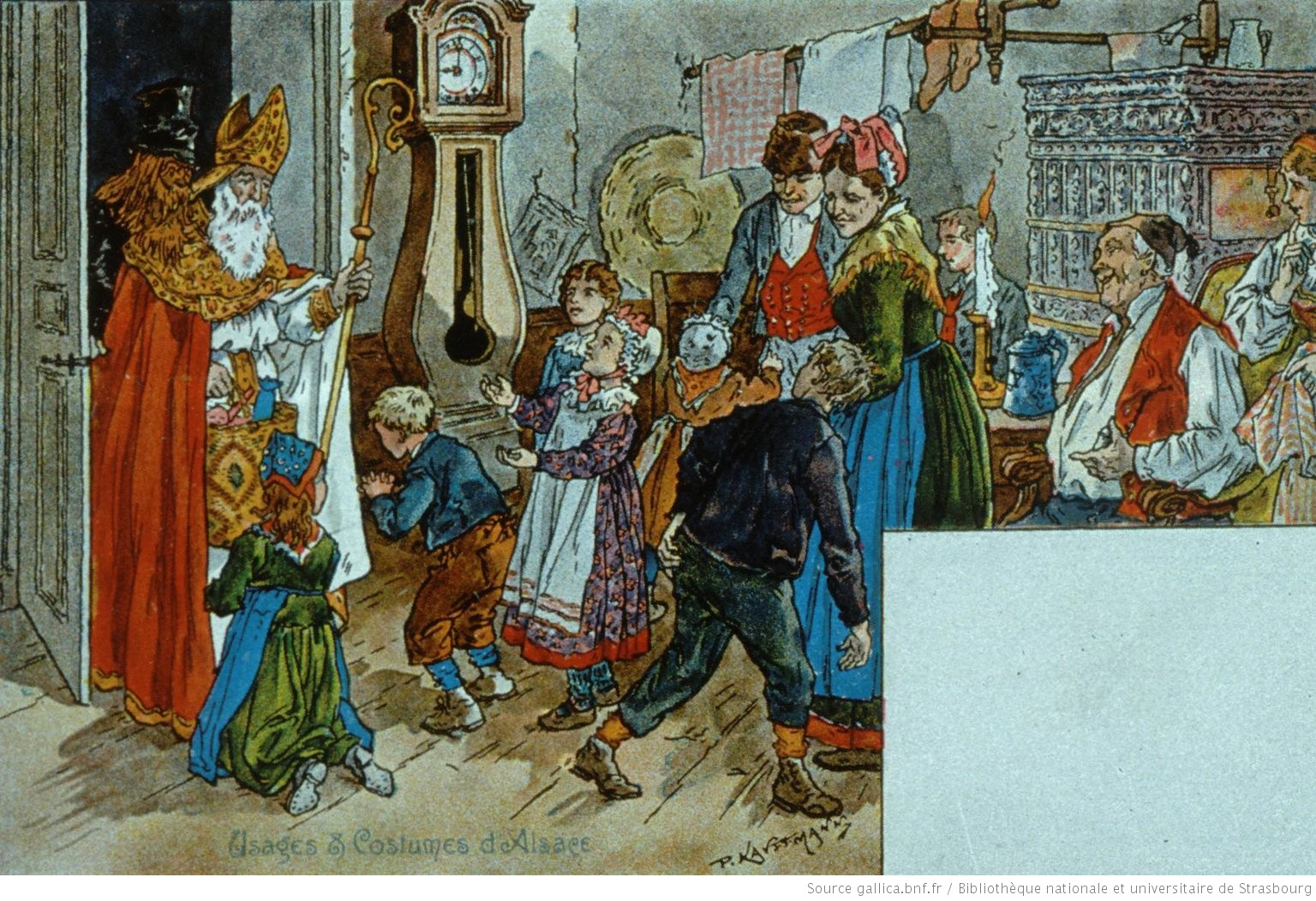
Saint Nicolas et Hanstrapp visitant une famille en Alsace, par Paul Kauffmann (1902).

#### Alsace
En Alsace, terre de tradition germanique, saint Nicolas y est fêté depuis le Xe siècle et passe le 6 décembre pour récompenser les enfants méritants en leur offrant des friandises et des cadeaux (traditionnellement un pain d'épices et une orange). Il est aidé par son âne et est accompagné par le Hanstrapp (Hans Trapp ou Rupelz) ou père Fouettard, chargé de punir ceux qui n'ont pas été sages. Le Hans Trapp les menace de les emmener dans son sac s'ils ne promettent pas d'être sages.
Il est de coutume de laisser quelques carottes pour l'âne ainsi qu'une boisson et un biscuit pour saint Nicolas, devant la porte.
De nombreuses villes alsaciennes organisent des marchés de la Saint-Nicolas au début du mois de décembre. Le marché de Noël de Strasbourg fut longtemps appelé ainsi.
En Alsace, la brioche de la Saint-Nicolas s'appelle Männele dans le Bas-Rhin et Mannala dans le Haut-Rhin.

#### Nord-Pas-de-Calais
En Flandre française, en Hainaut français, en Artois et dans le Boulonnais, saint Nicolas défile dans les rues début décembre avec le Père Fouettard et les Géants locaux, distribuant des bonbons aux enfants. Certains de ces défilés réunissent plusieurs milliers de spectateurs chaque année.

Dans les années 1500, la fête de Saint-Nicolas à Dunkerque est ainsi décrite : 

« Le 5 décembre, veille de la fête de la Saint-Nicolas, le patron des enfants, les écoliers nommaient, parmi eux, un évêque. Toute la journée du 6 décembre, l'élu avait le titre et les immunités d'évêque des enfants. En cette qualité, il ordonnait tout ce qui concernait la fête générale des enfants de la ville. Afin d'y contribuer à sa manière, l'échevinage lui faisait délivrer deux kannes de vin soit : 6 litres. »

En date du 6 décembre 1519, les archives de la Commission historique du Nord nous disent : « Décembre 1519 - Étant le jour de la Saint-Nicolay présenté à l’évêque des écoliers, lequel a donc teint sa fête selon la coutume, deux kannes de vin à viij s. le pot, xxxij s. »

#### Franche-Comté
En Franche-Comté, saint Nicolas passe également le 6 décembre pour rendre visite aux enfants sages accompagné de son âne et du Père Fouettard. En Franche-Comté comme dans certaines régions allemandes, le Père Fouettard est parfois représenté sous les traits d'une vieille femme mi-fée, mi-sorcière. Dans toute la région, des marchés de la Saint-Nicolas sont organisés, notamment dans les grandes villes comme Besançon ou Montbéliard. La Franche-Comté possède aussi ses brioches de la Saint-Nicolas, comme le Männele alsacien, aussi appelé « Jean Bonhomme ».

#### Paris
À Paris, à l'initiative de Mathias Lucien Rapeaud (Directeur général de Nancy Tourisme), de Sébastien Gaudard pâtissier et de l’Association des Lorrains de Paris, les fêtes de saint Nicolas sont organisées depuis 2015 rue des Martyrs en présence du saint et de son âne, qui remontent la rue en distribuant les bonbons chers aux enfants.[non pertinent]

### Hongrie
En Hongrie, les enfants laissent leurs bottes sur le rebord de la fenêtre, le soir du 5 décembre. Le lendemain matin, saint Nicolas (Szent Miklós traditionnellement, mais plus communément connu sous le nom de Mikulás) aura déposé des bonbons et des cadeaux s'ils ont été gentils, et un bâton (virgács) s'ils ont été méchants (en fin de compte, la plupart des enfants reçoivent des petits cadeaux, mais aussi un petit bâton). Saint Nicolas est souvent accompagné par le Krampusz, l'effrayant assistant qui est chargé d'enlever les méchants enfants.

### Italie
En Italie, la Saint-Nicolas est fêtée en Frioul, Trentin-Haut-Adige, Province de Belluno et dans la ville de Bari dans les Pouilles.
À Bari, la fête commémore la translation des reliques de saint Nicolas, en 1087, depuis Myre jusqu'à Bari. La date de la célébration est traditionnellement instituée le lundi de Pentecôte,.

### Luxembourg
Au Luxembourg, on l'appelle généralement Kleeschen. Ce mot vient de Zinnikleeschen, ce qui est la façon luxembourgeoise de désigner saint Nicolas. Le Compagnons de saint Nicolas est nettement différent des autres. Le Père Fouettard, appelé Housecker en luxembourgeois, est un petit homme, dont le visage n'est pas visible car il est caché par une énorme capuche. Il est habillé d'un vêtement noir ou gris en forme de sac, tenu par une ceinture noire. Il porte un sac avec plein de brindilles, les Ruten, qu'il distribue aux enfants qui n'ont pas été sages.
Saint Nicolas entre dans le pays deux semaines avant le 6 décembre et, à partir de ce moment-là, tous les soirs, les enfants mettent leur pantoufle devant la porte d'entrée de la maison. Le matin, avec émerveillement, les enfants y découvrent une petite friandise ou une Rute, s'ils n'ont pas été sages.

### Pays-Bas
Aux Pays-Bas, la fête de Sinterklaas est très répandue et d'allure nationale. Deux semaines avant le 5 décembre, saint Nicolas fait son entrée au pays. Il arrive avec sa grande barbe blanche et sa mitre depuis l'Espagne sur un bateau à vapeur (stoomboot) que l'on appelle Pakjesboot 12 (Bateau des petits paquets 12).
Sinterklaas est toujours entouré de ses nombreux assistants, des serviteurs à la peau colorée de noir (selon une théorie, leur couleur provient de leurs descentes dans les cheminées pleines de suies pour déposer les cadeaux, selon d'autres, ce sont des maures) aux tenues vives et répondant au nom de Zwarte Piet. Ces assistants ne sont pas très malins et font parfois des bêtises, mais ils aident Sinterklaas dans sa lourde tâche de distribution des cadeaux et de friandises. Tous les teneurs de rôles sont des acteurs professionnels.
Chaque année, les autorités choisissent une ville différente pour le débarquement du père et il est accueilli très officiellement par le bourgmestre et les notables de la commune. Puis, c'est la tournée à travers les Pays-Bas, et chaque hameau lui prépare un accueil. Le 5 décembre, veille de la Saint-Nicolas, a lieu le Pakjesavond, soirée des paquets-surprises. Les paquets-surprises, donnés par Sinterklaas par la cheminée ou sur le palier, sont accompagnés de poèmes d'occasion retraçant les éléments structurels de l'année pour la personne ou bien moquant quelque trait de caractère.
À l'approche du 5 décembre, la NOS diffuse une émission quotidienne, Het Sinterklaas Journaal, présentée par Dieuwertje Blok, qui met en scène saint Nicolas et ses acolytes sur son bateau où, durant le trajet depuis l'Espagne, il y a toujours des problèmes. Une année, le navire s'était perdu dans le brouillard, une autre les Zwarte Pieten avaient égaré les emballages des cadeaux. La régie avait alors demandé aux enfants de faire un dessin à envoyer à la maison de Sinterklaas pour que le bon saint puisse procéder à l'emballage ; on vit alors des députés dans l'hémicycle en train de faire des coloriages pour la bonne cause.

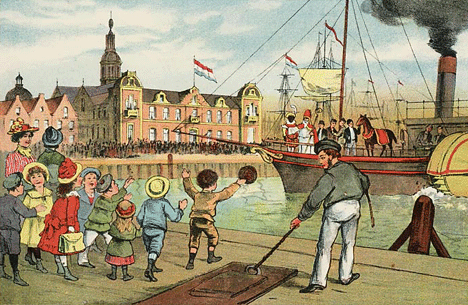
Arrivée aux Pays-Bas de saint Nicolas en 1905.
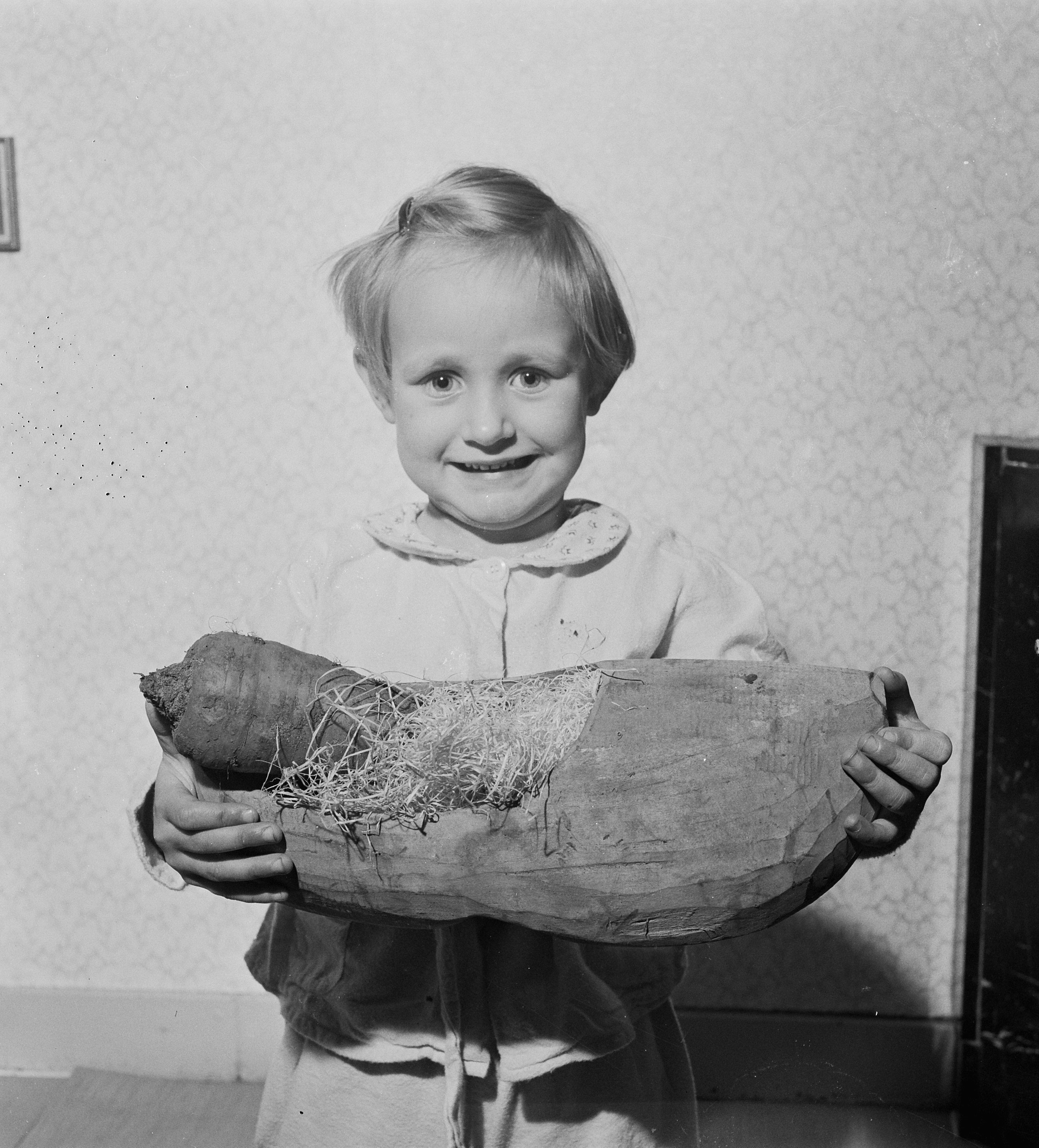
Enfant avec un sabot contenant une carotte et de la paille, à la Saint-Nicolas 1953.
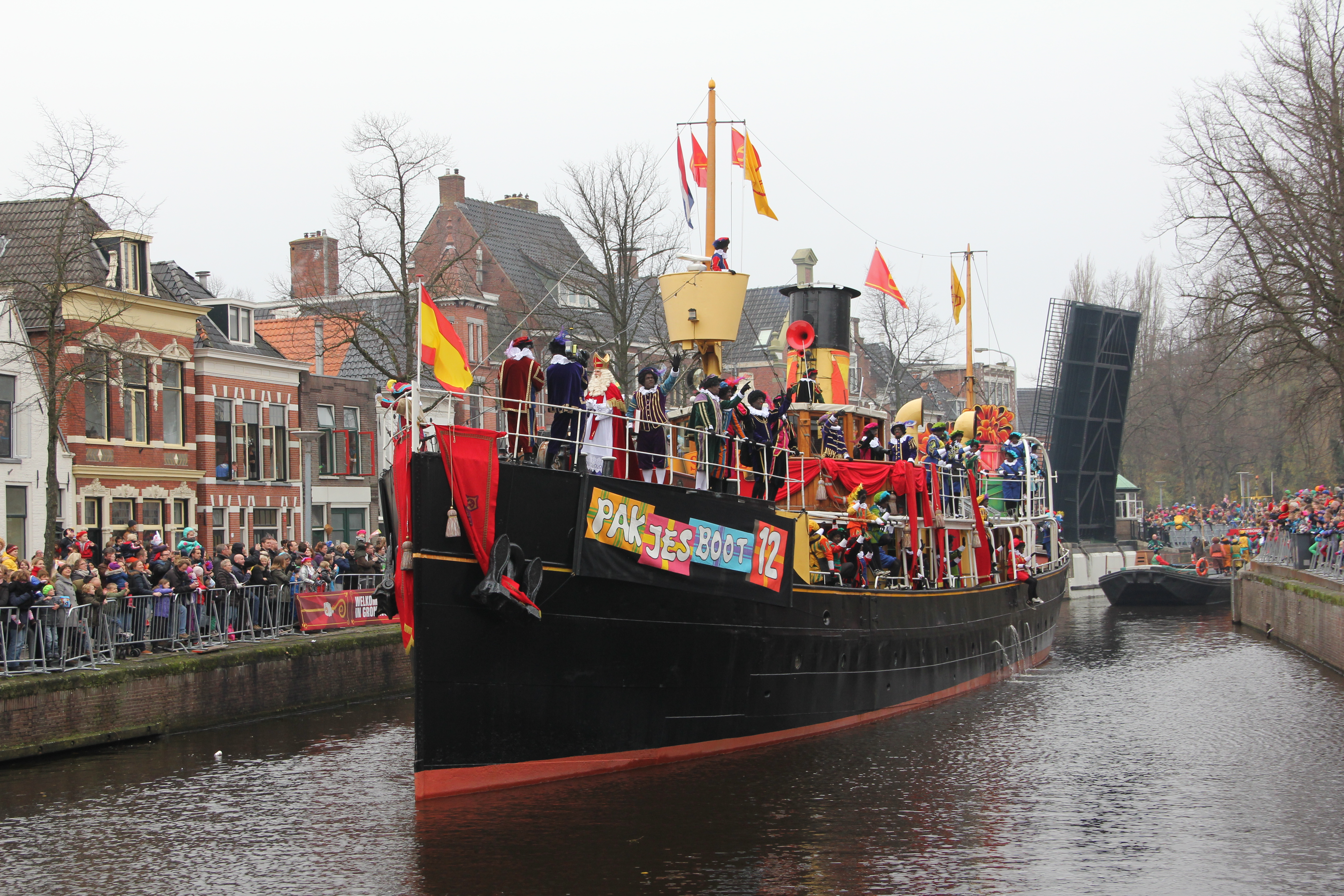
Groningue, entrée dans la ville du bateau à vapeur, retransmise en direct.
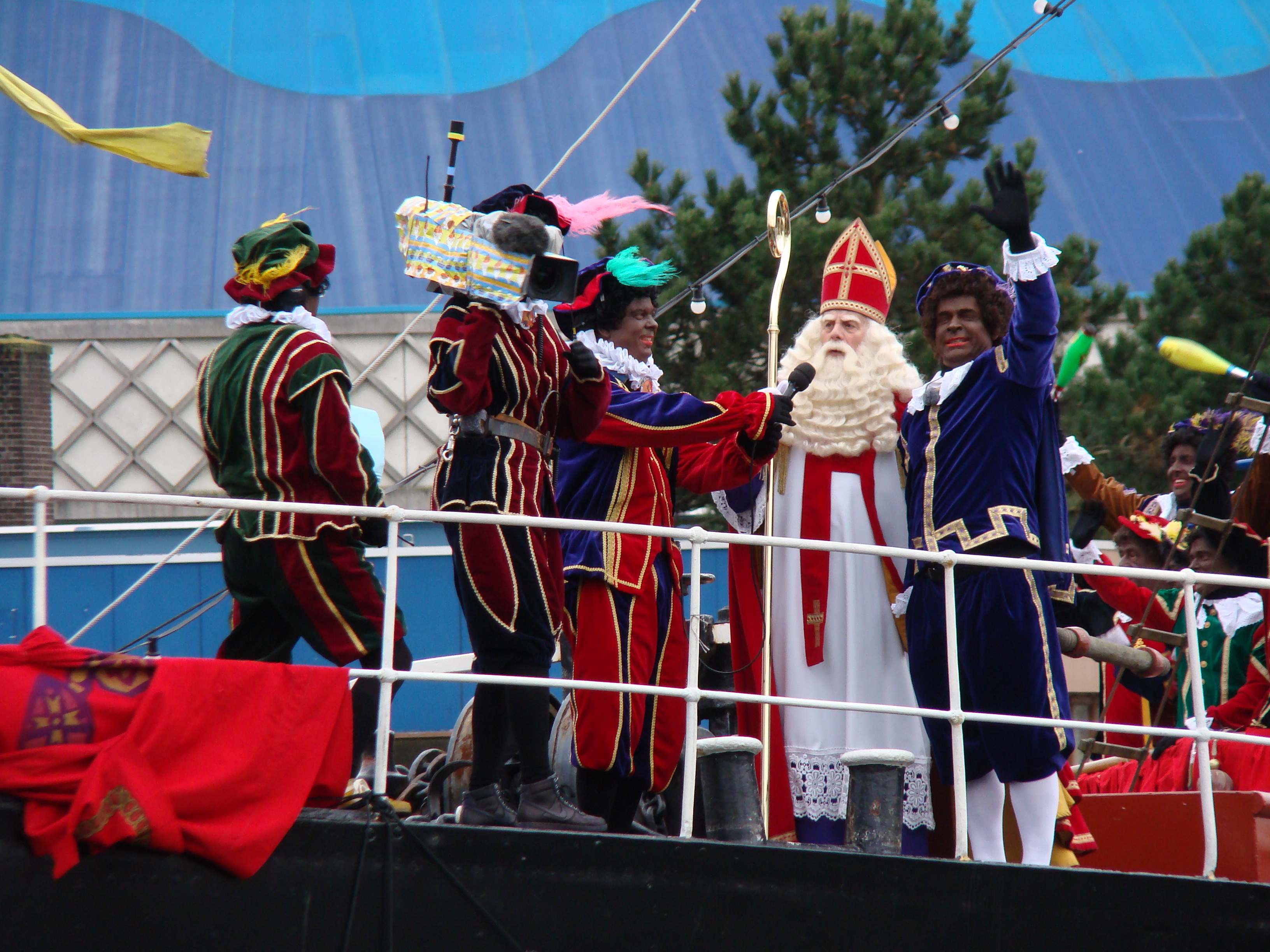
Harderwijk, 2010.
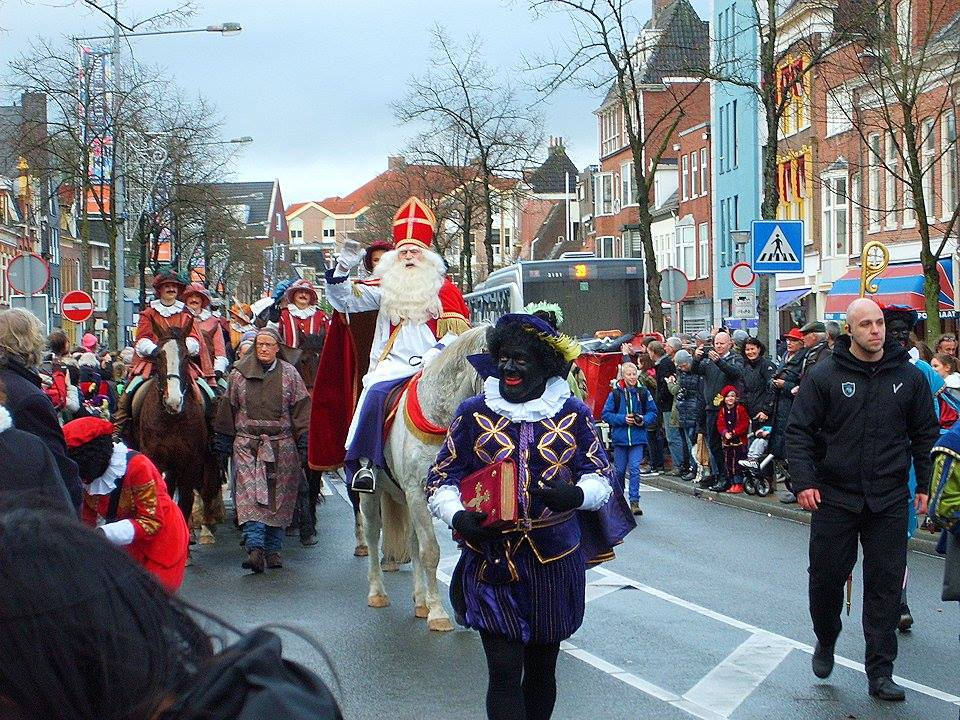
Groningue. Après être descendu du bateau, saint Nicolas fait un tour à cheval dans la ville, son cheval blanc lui servant également à monter sur les toits le 5 décembre au soir.

### Pologne
En Pologne, la Saint-Nicolas s'appelle Mikołajki et c'est une occasion d'offrir et de recevoir des cadeaux supplémentaires avant Noël. On profite notamment de cette occasion pour organiser des petites fêtes à l'école pendant laquelle chacun offre un petit cadeau symbolique à un collègue dont le nom est tiré au sort quelques jours avant.

### Suisse
La Saint-Nicolas est fêtée le 6 décembre en Suisse. En Suisse, la fête donne lieu à des défilés nocturnes. Les Iffelträger défilent en portant d’énormes mitres éclairées ; ils sont accompagnés de centaines de personnes qui agitent de grosses cloches et des grelots (en particulier dans la région de Küssnacht am Rigi). À Zurich, ce sont les enfants qui défilent dans les rues avec des masques illuminés. Dans d'autres régions du pays, la fête est devenue une affaire commerciale, avec la distribution aux enfants « sages » de friandises (mandarines, noix, pain d'épices, chocolat). On confectionne traditionnellement de petits hommes en pâte à pain, que l'on appelle Grittibenz.

#### Fribourg

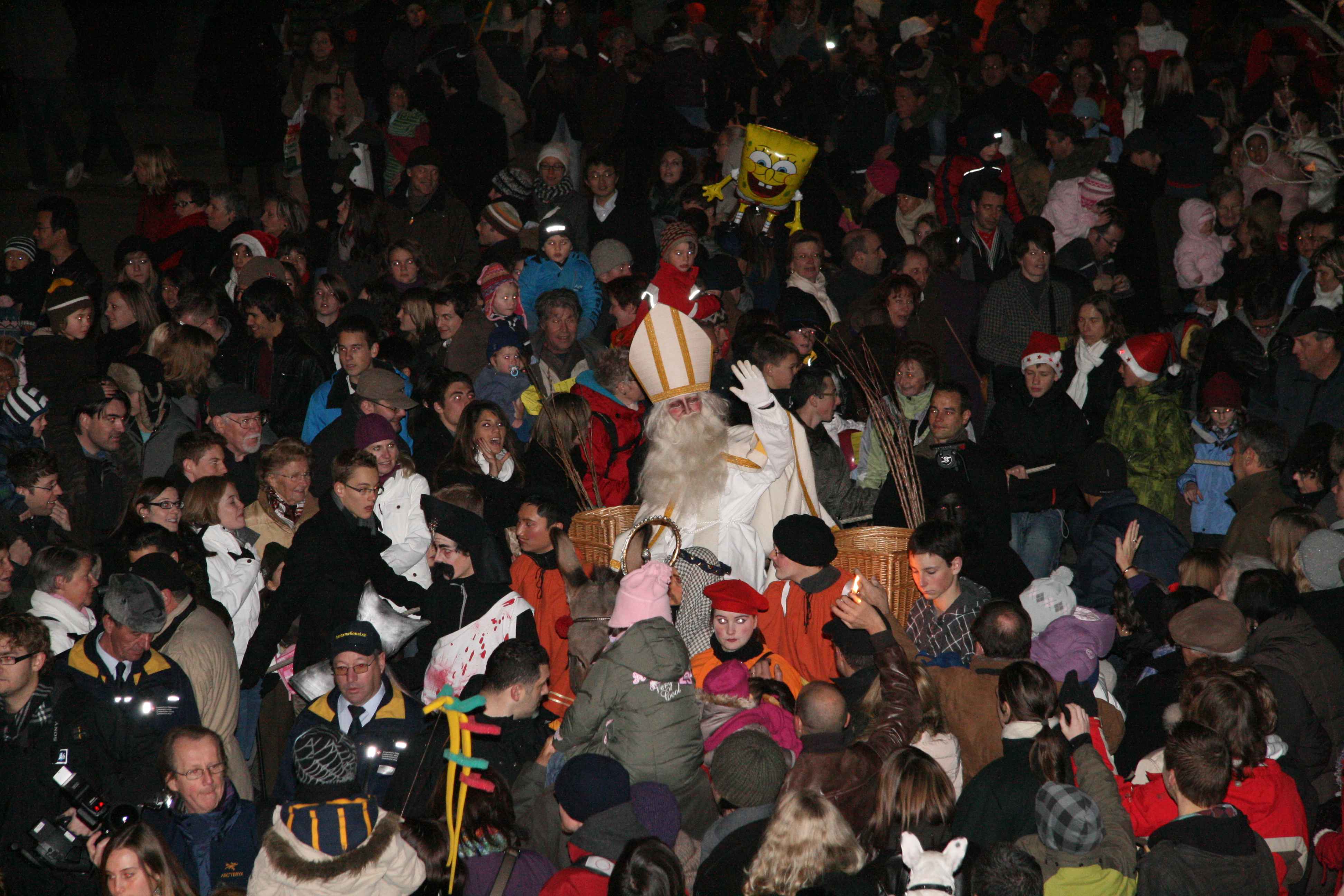
Le Saint-Nicolas suisse.

Saint Nicolas – patron de la ville de Fribourg – est célébré chaque 1er week-end de décembre dans tout le canton de Fribourg. À Fribourg même, la procession se déroule à travers le centre de la ville, commençant au collège Saint-Michel et se terminant à la cathédrale Saint-Nicolas. Normalement, la procession commence au coucher du soleil vers 17 h et se termine à 18 h 30. À ce moment, saint Nicolas quitte son âne et monte sur le balcon de la cathédrale. Traditionnellement, il tient un discours qui contient des passages satiriques sur les événements de la ville de l'année écoulée.
Il est accompagné par un âne qui vient du Haras national suisse. Babalou, décédé le 10 décembre 2020, a été le compagnon de St Nicolas pendant plus de 25 ans. C'est aujourd'hui les ânes Balou et Alf qui défilent.
La fête de la Saint-Nicolas de Fribourg est celle qui rassemble le plus de monde. En effet, 25 000 personnes sont venues écouter saint Nicolas en 2015 contre 20 000 en 2014.
Un saint Nicolas est choisi chaque année parmi les étudiants du Collège Saint-Michel.

#### Bulle
À Bulle, c'est Henri Gremaud, historien et ancien conservateur du Musée gruérien, qui relança en 1945 la tradition de la Saint-Nicolas dans la capitale du district de la Gruyère en fondant la Compagnie de Saint-Nicolas. Aujourd'hui, l'organisation et l'animation de la fête est aux mains de la troupe de théâtre des Tréteaux de Chalamala.
L'essentiel de la fête se passe le dimanche le plus proche du 6 décembre, avec l'apparition de saint Nicolas à la fin de la saynète des enfants, à l'Hôtel de Ville de Bulle. Puis, entouré de ses petits pages, des pères fouettards et de ses angelots, saint Nicolas défile dans la Grand-Rue sur un char tiré par deux chevaux. Le saint homme est – particularité bulloise – entouré de ses « flonflons », quatuor de cuivres qui l'accompagne dans tous ses déplacements. Saint Nicolas conclut son cortège par un discours devant le château préfectoral, discours qui se veut en général satirico-politique, en reprenant des thèmes de l'actualité communale, régionale ou nationale.
La Saint-Nicolas à Bulle, c'est également la visite dans les foyers individuels qui en font la demande, dans les homes et autres lieux publics.

#### Romont
À Romont, saint Nicolas s'arrête également. Le cortège aux flambeaux passe dans les rues romontoises pour se terminer au Château. Saint Nicolas prononce un discours pour les familles et distribue les biscômes aux enfants.

### Russie
Chez les orthodoxes russes, la vénération de saint Nicolas de Myre - le saint patron de la Russie - et les célébrations liées à ce saint sont à rapprocher, selon Louis-Jean Guénebault, avec le patriarche de Constantinople Nicolas II Chrysobergès, également un saint, qui aurait consacré le premier évêque du territoire russe, Léonce, en 992.

## Iconographie

### Peinture de genre
- Jan Steen (Provinces-Unies, v.1625-1679), La Saint-Nicolas, v.1665-1668 (Rijksmuseum, Amsterdam).

### Bande dessinée
- Le saint patron, bande dessinée de Jochen Gerner, L'Association, coll. Ciboulette, 2004.

### Cinéma
- Sinterklaas en het Geheim van de Robijn, film de Martijn van Nellestijn (Pays-Bas, 2004)[41]
- Het paard van Sinterklaas, film de Mischa Kamp (Belgique et Pays-Bas, 2005)[42]
- Sinterklaas en het Uur van de Waarheid, film de Martijn van Nellestijn (Pays-Bas, 2006)[43]
- Waar is het paard van Sinterklaas?, film de Mischa Kamp (Pays-Bas, 2007)[44]
- Saint, film de Dick Maas (Pays-Bas, 2010)[45]